# Bambusa aurinuda
Bambusa aurinuda är en gräsart som beskrevs av Mcclure. Bambusa aurinuda ingår i släktet Bambusa och familjen gräs. Inga underarter finns listade i Catalogue of Life.